# Eduard Ritz
Eduard Ritz, född den 17 oktober 1802 i Berlin, död där den 23 januari 1832, var en tysk violinist. Han var äldre bror till Julius Rietz.
Ritz var anställd vid kungliga hovkapellet i Berlin. Mendelssohn tillägnade honom sin sonat för pianoforte och violin (opus 4) samt sin Oktett (opus 20). 